# قجماس الإسحاقي
الأمير قجماس الإسحاقي، هو سيف الدين قجماس الاسحاقى الظاهرى، أحد أمراء المماليك. وقد خدم مع السلطان جقمق، ولد في مصر، في القرن الخامس عشر، تولى والي الشام تعليمه. ثم ترقى في الخدمة مع السلطان الظاهر خشقدم، وأصبح أميرا لعشرة في بلاط السلطان بالباي. توفي في سوريا عام 892هـ - 1487م.

## المناصب
تقلب في عدة وظائف كبيرة في النصف الثاني من القرن التاسع الهجري (الخامس عشر الميلادي) إلى أن صار أميرا خورا كبيرا (المشرف على اصطبلات السلطان ) في عهد الملك الأشرف قايتباى.
في عام 875 هـ (1470 م)، خلال عهد السلطان الأشرف قايتباي، تم منحه منصب نائب الإسكندرية. وعين بعد ذلك بخمسة أعوام في منصب أمير آخور (المشرف على الاسطبلات السلطانية ). وخلال عمله في هذا المنصب، سافر إلى الإسكندرية؛ للإشراف على بناء قلعة قايتباي.
ثم في عام 885 هـ (1480 م)، تم تعيينه نائبا للشام. وقد اشتهر الأمير قجماس الإسحاقى بالأدب والتواضع، وكان يقدر العلماء والشرفاء من الرجال.

## مقالات ذات صلة
- المماليك
- مسجد قجماس الأسحاقى